# 飛輪海音樂作品列表
台灣男子團體飛輪海的音樂作品包括四張專輯，以及數齣偶像劇的原聲帶。

## 專輯
- 2006年9月15日《飛輪海》
- 2008年1月4日《雙面飛輪海》
- 2009年1月2日《越來越愛》
- 2010年9月17日《太熱》

## 單曲
- 2008年5月21日《Stay with You》
- 2008年8月20日《Treasure》
- 2009年3月4日《Touch Your Heart》
- 2009年3月18日《Only You》
- 2009年9月16日《Japan Complete Edition》

## 電視劇原聲帶
- 2005年12月27日《終極一班電視原聲帶》
- 2006年6月16日《東方茱麗葉電視原聲帶》
- 2006年12月1日《花樣少年少女電視原聲帶》
- 2007年8月31日《終極一家電視原聲帶》
- 2013年8月16日《就是要你愛上我電視原聲帶》 滾石唱片
- 2013年9月1日《我愛幸運七電視原聲帶》

## 其他
- 2007年《謝謝你的溫柔》
  - 與S.H.E合唱，收錄於《Play》
- 2007年 《Always Open》（台灣7-ELEVEN便利商店2007企業形象主題曲）
  - 與S.H.E合唱，收錄於隨《Play》附送的單曲贈品
- 2008年《酸甜》（蒙牛酸酸乳广告主題曲）
  - 與S.H.E合唱，收錄於《我的電台FM S.H.E》
- 2008年《比较美好的世界》
  - 動力火車、S.H.E、Tank、炎亞綸、辰亦儒、汪東城、吳尊、星光四少(林宥嘉、周定緯、潘裕文、許仁杰)及劉力扬等眾歌手齊聚一堂獻唱
- 2009年《Touch Your Heart》（台灣觀光局形象大使宣傳歌曲）
- 2009年《畅爽加倍 更添美味》（可口可乐2009广告单曲）
- 2009年《歡樂節拍123》（上海世界博覽會加油主題曲）
- 2010年《第一口快樂》（可口可樂2010新年主題曲）
- 2011年《The Heart Of Asia》（觀光局首爾旅展飛輪海最新作品台灣風景）
- 2012年 飛輪海 《Mr.Perfect》

## 演唱會DVD
- 2010年1月8日《想入飛飛演唱會台北旗艦》